# Caterpillar 797

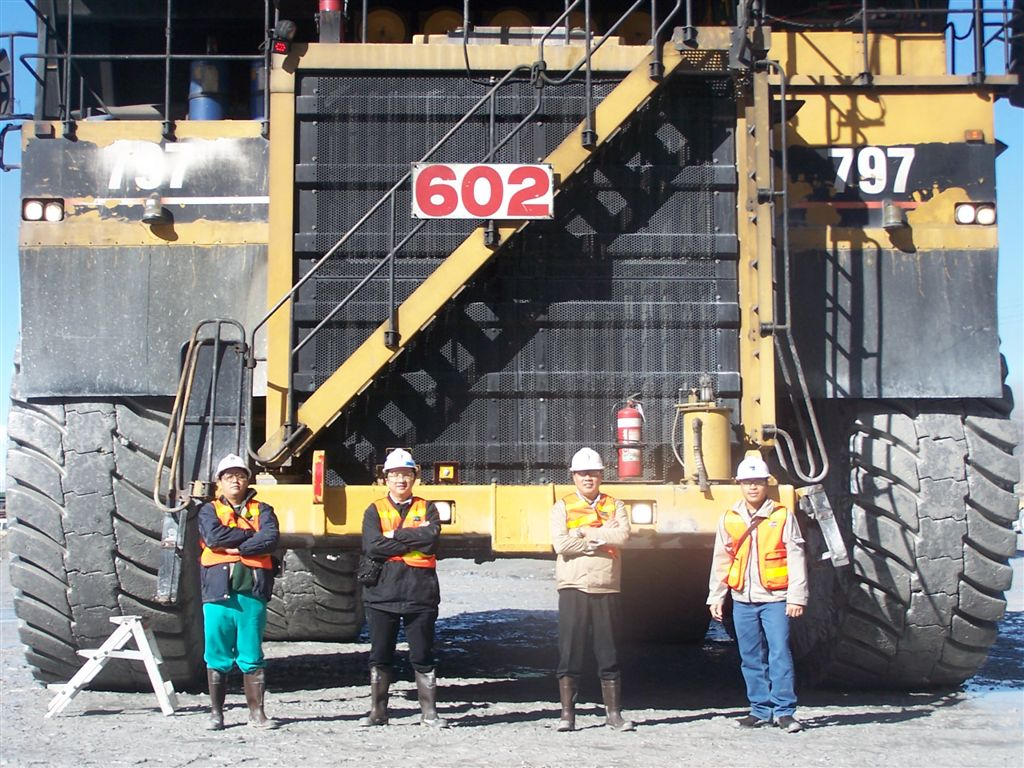
Parte frontal del Cat 797

Caterpillar 797 es una serie de camiones de transporte minero off road, de dos ejes, desarrollados y fabricados en los Estados Unidos por Caterpillar Inc., específicamente para aplicaciones de minería de alta producción y construcción para trabajos pesados en todo el mundo. 
En producción desde 1998, la serie 797 representa los camiones de transporte de mayor capacidad y más grandes de Caterpillar.
El modelo actual de tercera generación, el 797F, ofrece una de las mayores capacidades de carga útil de camiones de transporte en el mundo, hasta 400 toneladas cortas (363 t) y tiene la capacidad de carga más alta entre los camiones de transporte mecánico.

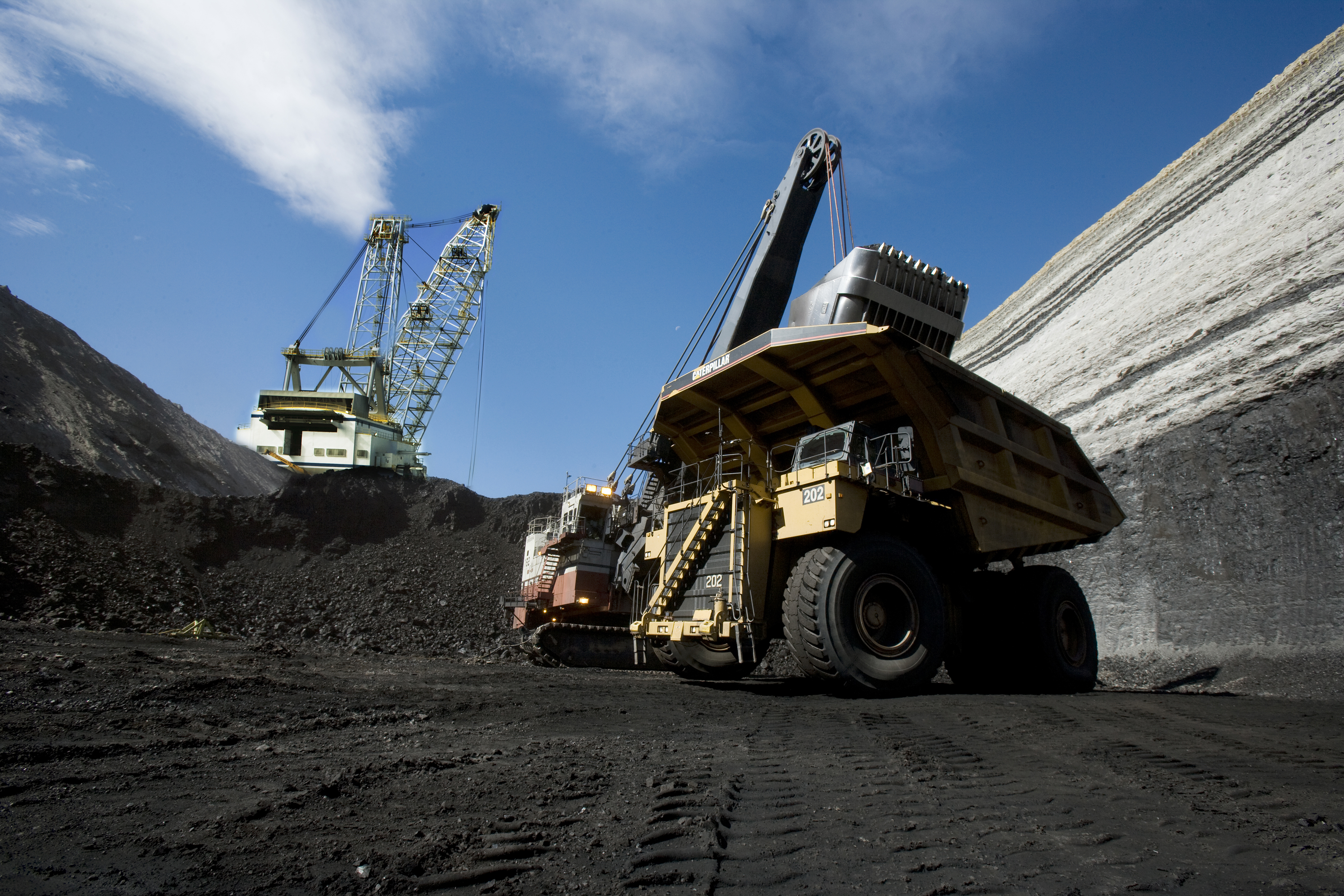
CAT 797